# Rebilus wisharti
Rebilus wisharti là một loài nhện trong họ Trochanteriidae. Loài này phân bố ở Nieuw-Zuid-Wales.